# Округ Хауард (Ајова)
Округ Хауард (енгл. Howard County) је округ у америчкој савезној држави Ајова.

## Демографија
По попису из 2010. године број становника је 9.566, што је 366 (-3,7%) становника мање 2000. године.
| Група             | 2000.         | 2010.         |
| Белци             | 9.797 (98,6%) | 9.314 (97,4%) |
| Афроамериканци    | 11 (0,1%)     | 25 (0,3%)     |
| Азијати           | 17 (0,2%)     | 24 (0,3%)     |
| Хиспаноамериканци | 55 (0,6%)     | 118 (1,2%)    |
| Укупно            | 9.932         | 9.566         |